# Троицкий собор (Оулу)
Свято-Троицкий собор (фин. Pyhän Kolminaisuuden katedraali) — православный храм в городе Оулу в Финляндии, кафедральный собор Оулуской митрополии Финляндской архиепископии Константинопольского Патриархата.

## История
Храм был построен летом 1957 года по проекту финского архитектора Микко Хухтелы. Алтарную фреску исполнил известный финский иконописец японского происхождения Петрос Сасаки.
С момента образования Оулуской митрополии в 1980 году храм обладает статусом кафедрального собора.
С 1998 по 2008 годы храмовый комплекс был капитально реконструирован.
11 января 2015 года в соборе состоялась епископская хиротония четвёртого в истории главы митрополии — Илии (Валгрена).